# Exèrcit de l'Azerbaidjan
L'Exèrcit de la República de l'Azerbaidjan (àzeri: Azərbaycan Silahlı Qüvvələri Quru Qoşunları) es refereix a les forces terrestres dins de les Forces Armades de l'Azerbaidjan. Des de la caiguda de la Unió Soviètica, Azerbaidjan ha estat tractant de desenvolupar i millorar les seves forces armades i convertir-les en unes forces professionals, ben entrenades i amb alta mobilitat. Segons estadístiques de 2013, el país compta amb unes forces terrestres de 56.850 efectius, als quals se'ls ha de sumar unes forces paramilitars censades en unes 15 000 soldats. A més, hi ha 300 000 habitants que han realitzat el servei militar en els últims 15 anys i que poden ser convocats en estats d'excepció.
Segons les lleis de defensa azerbaidjanes, en temps de guerra l'exèrcit pot convocar, a més de als paramilitars i als ciutadans que van realitzar el servei militar, a la Guàrdia Nacional, el cos de seguretat intern del país, i a al Servei Estatal de fronteres. La estructura de la comandància en temps de guerra no està del tot clara.

## Història

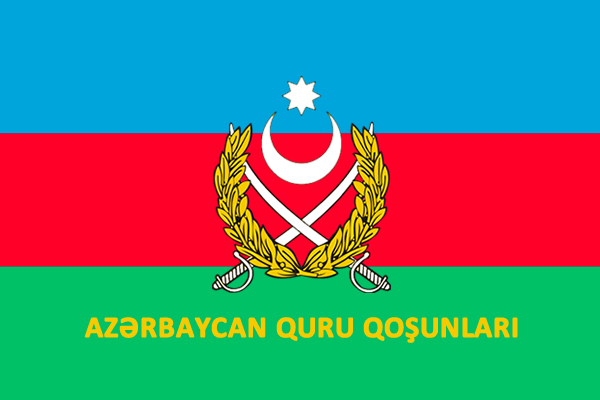
Bandera de l'Exèrcit de l'Azerbaidjan

Durant el període soviètic, Azerbaidjan era part del districte militar Transcaucásico, les forces a la república van ser comandades pel 4t exèrcit. El 4t exèrcit va consistir en tres divisions de rifle motoritzades (la 23 divisió del rifle motoritzada (MRD) en Gandja, la 60a divisió del rifle motoritzada en Lankaran, i la 295 divisió del rifle motoritzada a Bakú) i les tropes de l'exèrcit que van incloure les brigades balístiques i de defensa aèria i artilleria, a més de regiments de coets. Azerbaidjan va acollir també el 49è Arsenal de l'Agència Principal de Míssils i Artilleria del Ministeri de Defensa de la Federació de Rússia, que contenia més de 7.000 cartutxos de municions de tren-cotxe (més d'un mil milions d'unitats). A més, la 75ª Divisió de Rifles Motoritzats, part del 7º Exèrcit de Guàrdies, era a la República Autònoma de Nakhtxivan.
En l'estiu de 1992, el Ministeri de Defensa de l'Azerbaidjan, després d'una resolució del president de l'Azerbaidjan sobre la privatització d'unitats i formacions en territori azerbaidjanès, va enviar un ultimàtum exigint el control dels vehicles i armaments dels 135º i 139º regiments motoritzats de la Divisió 295a de Rifles Motoritzada. La transferència de la propietat del 4t Exèrcit (excepte per més de la meitat de l'equip del 366è Regiment de Rifles de la Guàrdia Civil de la 23a Divisió capturat per les forces armènies en 1992 durant la retirada del regiment de Stepanakert) i el 49º Arsenal es va completar el 1992. Així, a finals de 1992, el Govern de l'Azerbaidjan va rebre armes i material militar suficients per aproximadament tres divisions de fusells motoritzats amb unitats de l'exèrcit prescrit. Els magatzems i l'equip de la 75ª Divisió van ser lliurats al govern de Nakhtxivan. Les divisions anteriors de la Divisió poden haver contribuït a la formació de la caserna general del Cos.
Azerbaidjan també ha implementat un nou estil d'organització per modernitzar el seu exèrcit. En els últims 15 anys, Azerbaidjan ha estat preparant als seus militars per a possibles accions contra les forces armènies a Nagorno Karabakh. No obstant això, Azerbaidjan ha declarat contínuament que està interessat en una solució diplomàtica i pacífica.
Azerbaidjan ha contractat a Turquia per a l'entrenament de tropes per enfortir les seves forces armades. Això és necessari en vista de les deficiències que els exèrcits Mundials de Jane van dir el 2004 van incloure enormes problemes en l'entrenament, equipament i motivació dels seus soldats; corrupció a les seves files; I un cos d'oficials altament polititzat. La tradició de l'exèrcit soviètic de dedovshchina, novatada institucionalitzada, sembla continuar en les forces armades a partir del 2008. La qualitat i la disposició de gran part de l'equip de l'exèrcit, va dir Jane, també és un problema, ja que una dècada de mal manteniment i escassetat crònica de peces de recanvi vol dir que molts sistemes no són operacionals, o que s'han desmuntat per aprofitar les parts. Azerbaidjan té la segona despesa militar més alt en la CEI, tan sols està per davant seva la Federació Russa.

## Estructura

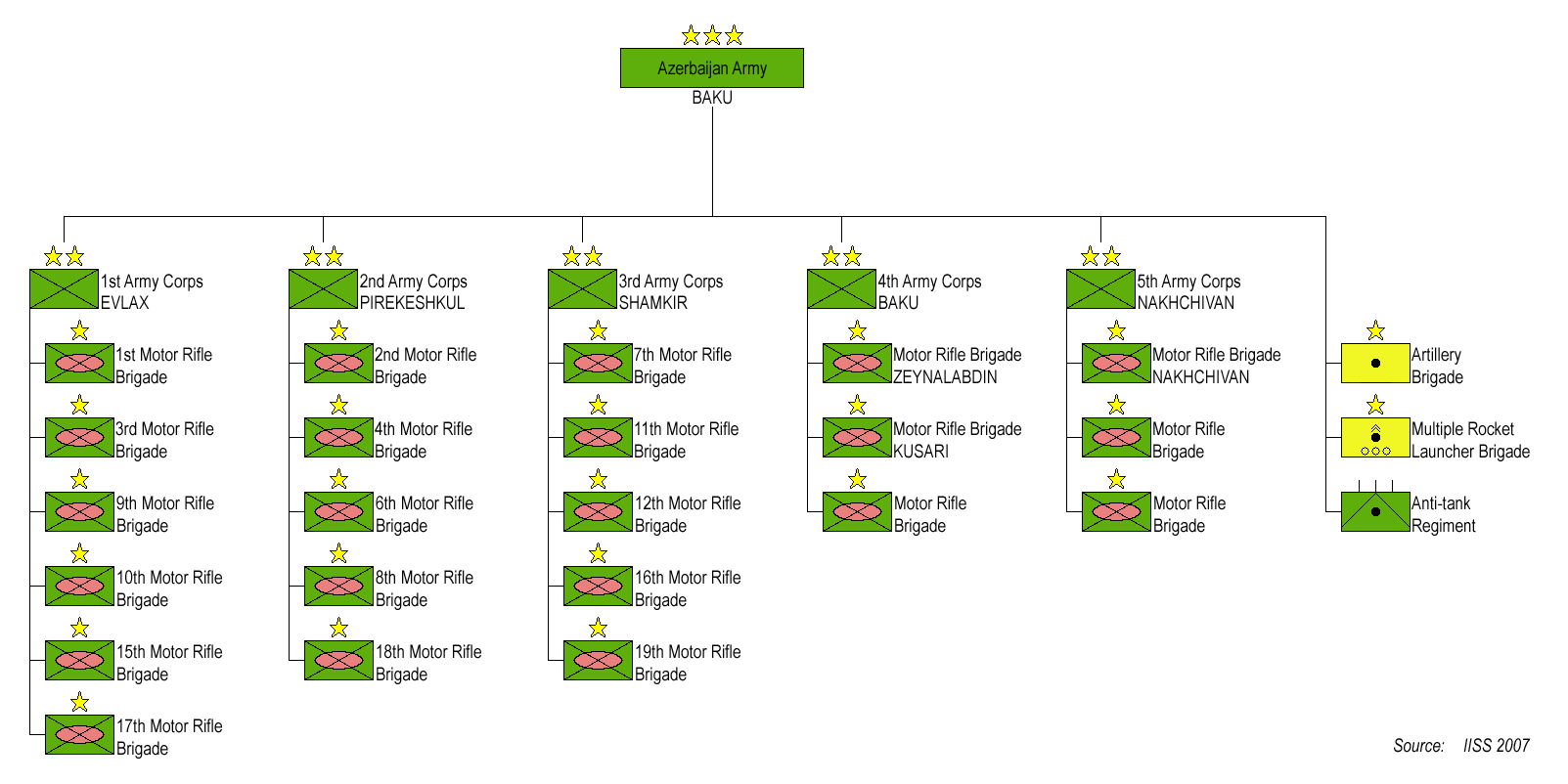
Organigrama de l'Exèrcit de l'Azerbaidjan en 2007/08.

Enfront de les forces armènies, l'exèrcit azerbaidjanès es va veure obligat a tornar d'Alt Karabakh i es va reorganitzar significativament a mitjans dels anys noranta predominantment al voltant de les brigades, encara que almenys una divisió es va informar ja en 2000. Les maniobres formatives s'han mantingut per al voltant de vint brigades i regiments des de 1995, encara que això ha augmentat lentament recentment. Durant el decenni de 1990, aquestes brigades van poder haver inclòs la 701ª Brigada d'Rifle Motororizada (мсбр) (1er Cos d'Exèrcit), la 708ª Brigada d'Rifle Motoritzada (1er Cos d'Exèrcit), 130ª Brigada d'Rifle Motoritzada (1er Cos d'Exèrcit), 161 мсбр (2 АК), 709 мсбр Быв. 23 мсд, i la 112a Brigada d'Rifle Motoritzada.
Entre 2002 i 2004 el Balanç Militar de IISS va informar que la força del personal va disminuir mentre que les formacions totals de maniobra van augmentar en un. El Balanç Militar 2003/04 va informar d'una força de l'exèrcit de 56.000 efectius, amb quatre casernes generals del cos i vint-i brigades de rifles motoritzades, comparat a l'edició de l'any anterior que mostrava 62.000 efectius i vint-i brigades. Les unitats d'artilleria i antitancs inclouen dues brigades i un regiment. El primer Cos de l'Exèrcit té la seu a Yevlakh segons s'informa amb sis brigades en 1999. (Brinkster.net informo de les brigades 1, 3, 9, 10, 15, 17 Brigades d'Rifle Motirzadas el 1999). El 2º Cos d'Exèrcit en Pirəkəşkül tenia set brigades adjuntes a 1999 (Brinkster.net nomenava a aquestes brigades com les 2, 4, 6, 8, 13, 14, i 18ma Brigades de Riflea Motoritzades), mentre que el 3r Cos d'Exèrcit, també amb sis brigades adjuntes, tenia la seva prefectura a Shamkir (Brinkster.net va nomenar a aquestes formacions com les 7, 11, 12, 16, 19, 20 brigades d'Rifle motoritzades el 1999). El 4t Cos d'Exèrcit estava en l'enclavament aïllat de Nakhtxivan. Aquesta és una divisió de Rifle Motoritzada amb tres regiments adjunts (1999).
L'IISS va estimar en 2007 que l'exèrcit regular de l'Azerbaidjan era de 56.840 efectius, probablement basant aquesta figura en dades convencionals de les Forces a Europa. Atribueix a l'exèrcit 05:00 casernes generals del cos, 23 brigades del rifle motoritzades, una brigada d'artilleria, una brigada de llançador de coets múltiple, i un regiment anti-tanc. Dels cinc cossos d'exèrcit, el 1r, 2n, i el 3r Cos d'Exèrcit es concentren contra NK; Part del 2n Cos d'Exèrcit es desplega a la frontera entre l'Azerbaidjan i Iran; El 4t Cos d'Exèrcit cobreix la capital i la costa i el 5è Cos d'Exèrcit es desplega en Nakhtxivan.

## Material bèl·lic

### Armes
| Nom | Tipus                           | Fotografia | Fabricant                   | Notes |
| --- | ------------------------------- | ---------- | --------------------------- | --- |
| Pistoles i SMGs |                                 |            |                             | |
| Makarov PM | Pistola                         |            | Unió Soviètica              | Pistola estàndard de l'exèrcit- Serà reemplaçada per pistoles autòctones.                                             |
| Pistola automàtica Stechkin | Pistola                         |            | Unió Soviètica              | Pistola automàtica.                                                                                                   |
| Heckler & Koch MP5 | Subfusell                       |            | Alemanya                    | Usada per la gendarmeria i les Forces especials. Produïdes en el país sota llicència.                                 |
| IMI Uzi | Subfusell                       |            | Israel                      | |
| AKS-74U | Carrabina                       |            | Unió Soviètica              | Carrabina estàndard de l'exèrcit.                                                                                     |
| Rifles/Fusells d'Assalt |                                 |            |                             | |
| AK-74M | Fusell d'assalt                 |            | Rússia/ Azerbaidjan         | Produït sota llicència al país.                                                                                       |
| AK-74 | Fusell d'assalt                 |            | Unió Soviètica              | Rifle d'assalt estàndard en l'exèrcit.                                                                                |
| AKM | Fusell d'assalt                 |            | Unió Soviètica              | Rifle d'assalt estàndard en l'exèrcit.                                                                                |
| IMI Tavor TAR-21 | Fusell d'assalt                 |            | Israel                      | Usat per les Forces Especials de l'Azerbaidjan i equips de policia.                                                   |
| Metralladores |                                 |            |                             | |
| RPK-74 | Fusell metrallador              |            | Unió Soviètica              | Arma estàndard dels equips d'armes automàtiques de l'exèrcit. Cartutxos de ntre 30 i 45 per ronda, basada en l'AK-74. |
| Metralladora PK | Metralladora                    |            | Unió Soviètica/ Azerbaidjan | Metralladora estàndard de l'exèrcit. Incloent variants del Azeri PKM.                                                 |
| DShK | Metralladora pesada             |            | Unió Soviètica              | Metralladora pesada de l'exèrcit. Categoria estàndard en el calibre 12,7 × 108 mm.                                    |
| Metralladora Kord 12,7 | Metralladora pesada             |            | Unió Soviètica              | Metralladora pesada de l'exèrcit. Categoria estàndard en el calibre 12,7 × 108 mm.                                    |
| Baionetes |                                 |            |                             | |
| 6H4 | Baioneta                        |            | Unió Soviètica              | Baioneta estàndard.                                                                                                   |
| Fusells de franctirador |                                 |            |                             | |
| Fusell de franctirador Dragunov | Fusell de franctirador          |            | Unió Soviètica              | Mida estàndard, serà reemplaçat per rifles d'franctirador autòctons.                                                  |
| Remington 700 | Fusell de franctirador          |            | Estats Units                | Rifle de franctirador estàndard de les Forces Especials.                                                              |
| Fusell de franctirador Yalguzag | Fusell de franctirador          |            | Azerbaidjan                 | Produït al país. |
| KNT-308 | Fusell de franctirador          |            | Turquia                     | Produït sota llicència al país.                                                                                       |
| JNG-90 | Fusell de franctirador          |            | Turquia                     | Usat per la Guàrdia fronterera i la gendarmeria.                                                                      |
| Fusell de franctirador PSL | Fusell de franctirador          |            | Romania                     | |
| Sako TRG | Fusell de franctirador          |            | Finlàndia                   | |
| Fusell anti-material Istiglal | Rifle anti-material             |            | Azerbaidjan                 | Rifle anti-material estàndard de l'exèrcit amb 14,5 × 114 mm i 12,7 × 108mm cartutxos                                 |
| OSV-96 | Fusell anti-material            |            | Rússia                      | Fusell anti-material de 12,7 × 108 mm.                                                                                |
| Llançadors de granades |                                 |            |                             | |
| AGS-30 | Llançador automàtic de magranes |            | Rússia/ Azerbaidjan         | |
| AGS-17 | Llançador automàtic de magranes |            | Unió Soviètica              | |
| Míssils antitancs |                                 |            |                             | |
| RPG-7 | Granada propulsada per coet     |            | Unió Soviètica              | Llançador reutilitzable amb varietat antipersona i antitancs. Mida estàndard.                                         |
| B-300 | Míssil antitancs                |            | Israel                      | Llançador reutilitzable                                                                                               |
| 9K111 Fagot | Míssil antitancs                |            | Unió Soviètica              | També conegut com "TƏİR" (Tank əleyhinə idarəolunan raket kompleksi).                                                 |
| 9M113 Konkurs | Míssil antitancs                |            | Unió Soviètica              | |
| Spike (míssil) | Míssil antitancs                |            | Israel                      | 100 sistemes usats en vehicles.                                                                                       |
| MILAN | Míssil antitancs                |            | França                      | |
| 9M133 Kornet | Míssil antitancs                |            | Rússia                      | ~100 míssils |
| Galeria d'imatges |                                 |            |                             | |
| - Soldat azerbaidjanès amb un rifle M-16A4. - Forces Especials de l'Azerbaidjan amb rifles Tavor Tar-21 israelians. - Forces Especials de l'Azerbaidjan. |                                 |            |                             | |

### Vehicles
| Nom                                       | Fabricant               | Fotografia | Quantitat                                   | Notes |
| ----------------------------------------- | ----------------------- | ---------- | ------------------------------------------- | --- |
| Carros de Combat (MBT)                    |                         |            |                                             | |
| T-90                                      | Rússia                  |            | 94-100                                      | 94 en servei Carro de combat modern en l'exèrcit azerí. |
| T-72 SIM2                                 | Unió Soviètica          |            | 120 actius ~300 emmagatzemats (en reserva). | Millorats pel sistema SIM-2, coneguts com T-72 "Aslan". Tanc equipat amb navegació GPS/INS, sistema de control de tret modern, armadura reactiva modular, material electrònic modern i altres sistemes. |
| T-55                                      | Unió Soviètica          |            | 100                                         | Usats en ocasions com a objectius en la pràctica de tir de la resta de tancs. |
| Vehicles de Combat d'Infanteria (VCI/IFV) |                         |            |                                             | |
| BMP-3                                     | Rússia                  |            | 104                                         | La versió BMP-3M té el sistema de visió tèrmica Vesna-K Inici VCI/IFV de l'exèrcit azerí. |
| BMP-2                                     | Unió Soviètica          |            | 41                                          | La versió BMP-2M està modernitzada amb el sistema Elbit israelià ~40 en servei actiu, més en emmagatzematge.                                                                                            |
| BMP-1/BMP-1K BRM-1                        | Unió Soviètica          |            | 44 21 més en emmagatzematge.                | |
| BMD-1                                     | Unió Soviètica          |            | 20                                          | |
| Transport blindat de personal (TBP/APC)   |                         |            |                                             | |
| BTR-80                                    | Rússia                  |            | 101+                                        | Usat principalment per l'Exèrcit de Terra. |
| BTR-70                                    | Unió Soviètica          |            | 53                                          | Modernitzats pel Ministeri de Defensa de l'Azerbaidjan. Vehicle equipat amb una torreta moderna "Shimshek", sistema de control de foc i visió tèrmica. Més en emmagatzematge (sense modernitzar).       |
| BTR-60                                    | Unió Soviètica          |            | 53                                          | Més en emmagatzematge |
| BTR-3                                     | Ucraïna                 |            | 3                                           | |
| BTR-D                                     | Unió Soviètica          |            | 11                                          | |
| BRDM-2                                    | Unió Soviètica          |            | 88                                          | 23 vehicles han estat modernitzats pel Ministeri de Defensa de l'Azerbaidjan. Se'ls anomena "ZKDM". |
| MT-LB                                     | Unió Soviètica          |            | 393                                         | |
| Vehicles blindats lleugers                |                         |            |                                             | |
| Vehicle de patrulla Gyurza                | Azerbaidjan             |            | 15+                                         | Llicenciat. |
| Mercedes-Benz Clase G                     | Alemanya                |            | 43                                          | Usat pel Servei Estatal de Fronteres. |
| Tarpan Honker                             | Polònia                 |            | 3                                           | Usat pels sapadors. |
| Renault Sherpa 2                          | França                  |            | Desconegut                                  | |
| Humvee                                    | Estats Units            |            | 60                                          | Usada per la forces de l'ordre i les forces de pau. |
| Land Rover Defender                       | Regne Unit              |            | 110                                         | |
| AIL Storm                                 | Israel                  |            | 80                                          | |
| AIL Abir                                  | Israel                  |            | 30                                          | |
| Plasan Caracal                            | Israel                  |            | 5                                           | |
| Otokar Cobra                              | Turquia                 |            | 350                                         | |
| Otokar ZPT                                | Turquia                 |            | 200                                         | |
| Marauder                                  | Sud-àfrica/ Azerbaidjan |            | 85                                          | Produït al país. |
| Matador (mine protected vehicle)          | Sud-àfrica/ Azerbaidjan |            | 60                                          | Produït a l'Azerbaidjan. |
| Cougar                                    | Estats Units            |            | 4                                           | Usat per les forces de pau. |

### Artilleria
| Nom                                        | Fabricant      | Fotografia | Quantitat  | Notes                              |
| ------------------------------------------ | -------------- | ---------- | ---------- | ---------------------------------- |
| Míssils Balístics Tàctics                  |                |            |            |                                    |
| OTR-21 Totxka                              | Unió Soviètica |            | 3          | Rang: 120 km                       |
| Sistemes de llançament múltiple de míssils |                |            |            |                                    |
| TOS-1                                      | Rússia         |            | 18         |                                    |
| BM-30 Smerch                               | Rússia         |            |            |                                    |
| T-300 Kasırga                              | Xina · Turquia |            | Desconegut |                                    |
| T-122 Sakarya                              | Xina · Turquia |            | 44         |                                    |
| Lynx                                       | Israel         |            | 30         |                                    |
| BM-21 Grad                                 | Unió Soviètica |            | 53         |                                    |
| Sistema d'Artilleria Autopropulsada        |                |            |            |                                    |
| T-155 Fırtına                              | Turquia        |            | 36         |                                    |
| ATMOS 2000                                 | Israel         |            | 5          |                                    |
| 2S19 Msta                                  | Unió Soviètica |            | 18         |                                    |
| 2S7 Pion                                   | Unió Soviètica |            | 12         |                                    |
| 2S3 Akatsiya                               | Unió Soviètica |            | Desconegut |                                    |
| 2S1 Gvozdika                               | Unió Soviètica |            | Desconegut |                                    |
| Canons remolcats                           |                |            |            |                                    |
| D-30                                       | Unió Soviètica |            | 195        |                                    |
| D-20                                       | Unió Soviètica |            | 30         |                                    |
| 2A36                                       | Unió Soviètica |            | 32         |                                    |
| M-46                                       | Unió Soviètica |            | 36         |                                    |
| D-44                                       | Unió Soviètica |            | 72         |                                    |
| Morters                                    |                |            |            |                                    |
| 2S31 Vena                                  | Rússia         |            | 18         |                                    |
| 2S9 Nona                                   | Unió Soviètica |            | 27         |                                    |
| MO-120-RT-61                               | França         |            | 19         | Produïts sota llicència per MODIAR |
| 2B14 Podnos                                | Unió Soviètica |            | 400        |                                    |
| 2B11 Sani                                  | Unió Soviètica |            | 600        |                                    |
| RM-38                                      | Unió Soviètica |            | 30         |                                    |